# Chris Gibson

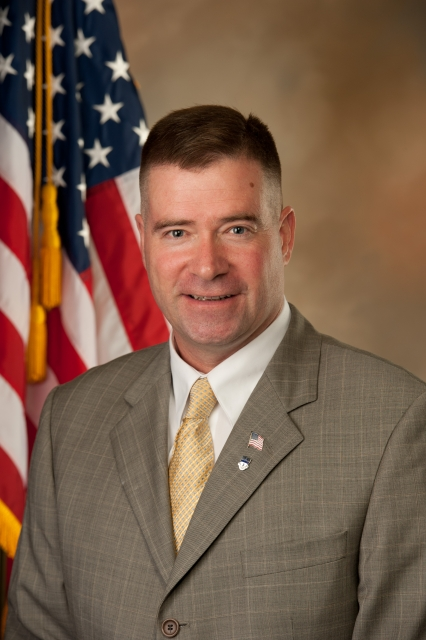
Chris Gibson (2011)

Christopher Patrick „Chris“ Gibson (* 13. Mai 1964 in Rockville Centre, Nassau County, New York) ist ein US-amerikanischer Politiker der Republikanischen Partei. Von 2011 bis 2017 vertrat er Teile des Upstate New York im Repräsentantenhaus der Vereinigten Staaten.

## Familie, Ausbildung und Beruf
Chris Gibson besuchte die Ichabod Crane High School in Kinderhook und danach bis 1986 das Siena College in Loudonville. Zwischen 1981 und 1986 war er Mitglied der Nationalgarde seines Staates und von 1986 bis 2010 war er Offizier in der United States Army, in der er es bis zum Oberst brachte. Während seiner Militärzeit studierte er bis 1998 an der Cornell University in Ithaca. Als Soldat war er unter anderem im Irak und im Kosovo eingesetzt. Er erhielt zahlreiche militärische Auszeichnungen, darunter viermal die Bronze Star Medal und zweimal den Orden Legion of Merit. Schließlich wurde er Mitglied der Fakultät der United States Military Academy in West Point, an der er amerikanische Politik lehrte.
Gibson ist verheiratet und hat drei Kinder.

## Politische Laufbahn
Bei der Wahl 2010 wurde Gibson im 20. Kongresswahlbezirk New Yorks in das US-Repräsentantenhaus in Washington, D.C. gewählt, wo er am 3. Januar 2011 die Nachfolge des ihm zuvor unterlegenen Demokraten Scott Murphy antrat. Im Jahr 2012 wurde er nach einem Neuzuschnitt der Wahlkreise im 19. Kongresswahlbezirk mit 53 zu 47 Prozent der Stimmen gegen Julian Schreibman wiedergewählt.
Gibson war Mitglied im Landwirtschaftsausschuss und im Streitkräfteausschuss sowie in vier Unterausschüssen. Innerparteilich gehört er sowohl dem konservativen Republican Study Committee als auch der moderaten Republican Main Street Partnership an.
Nach seiner Wiederwahl 2014 kandidierte er bei der Wahl 2016 nicht mehr und schied am 3. Januar 2017 aus dem Kongress aus. Sein Nachfolger war sein Parteifreund John Faso. Gibson war als Kandidat für die Wahl zum Gouverneur seines Staates im Jahr 2018 im Gespräch.